# Marek Rigo
Marek Rigo (sinh 15 tháng 12 năm 1997) là một cầu thủ bóng đá Slovakia hiện tại thi đấu cho câu lạc bộ Fortuna Liga FC ViOn Zlaté Moravce mượn từ ŠK Slovan Bratislava ở vị trí tiền vệ.

## Sự nghiệp câu lạc bộ

### ŠK Slovan Bratislava
Marek Rigo ra mắt tại Fortuna Liga cho ŠK Slovan Bratislava ngày 10 tháng 9 năm 2016 trước Spartak Myjava.